# Arthur Paget (General)

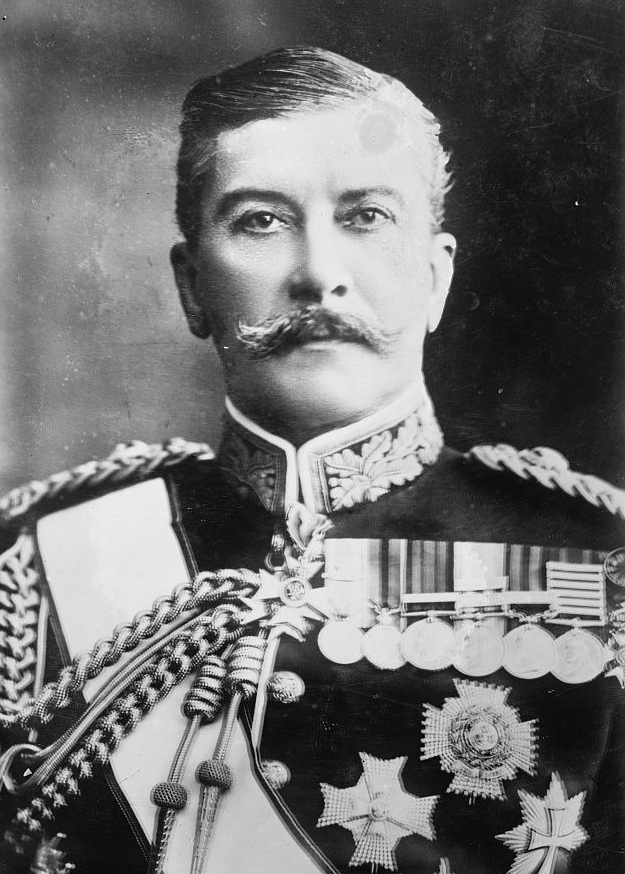
Sir Arthur Paget

Sir Arthur Henry Fitzroy Paget GCB, GCVO, PC (* 1. März 1851 in Berkeley Square, London; † 9. Dezember 1928 in Cannes) war ein britischer Berufsoffizier der British Army, zuletzt General, dessen Karriere 1914 durch den Curragh-Vorfall faktisch beendet wurde.

## Leben

### Herkunft und Sozialisation
Paget war der älteste von sechs Söhnen des Generals Lord Alfred Henry Paget (1816–1888) aus dessen Ehe mit Cecilia Wyndham (1829–1914). Sein Großvater war Field Marshal Henry Paget, 1. Marquess of Anglesey, der unter Lord Wellington die Kavallerie bei Waterloo geführt hatte und später Lord Lieutenant of Ireland geworden war. Die Familie verfügte über einen beträchtlichen Wohlstand. Als Kind war Paget Ehrenpage der Königin Victoria und war in seiner Jugend eng befreundet mit dem späteren König Edward VII.

### Militärkarriere bis 1914
Nach einer Erziehung am Wellington College trat Paget 1869 als Offizier in das Regiment der Scots Guards ein. Mit diesem kam er 1873–74 im Dritten Aschanti-Krieg zum Einsatz. 1885 diente er in der Suakin-Expedition im Sudan, 1887–88 in Burma und 1888–89 erneut im Sudan. Von 1895 bis 1900 befehligte er als Lieutenant-Colonel das 1. Bataillon der Scots Guards, unter anderem im Zweiten Burenkrieg. Nach seiner Beförderung zum Major-General im April 1900 befehligte er eine Infanteriebrigade beim Marsch auf Pretoria und spielte eine bedeutende Rolle in der letzten Feldschlacht des Krieges bei Rhenoster Kop im November 1900. Nach Streitigkeiten mit seinem Vorgesetzten Neville Lyttelton bat er um Ablösung von seinem Posten und kehrte im Sommer 1901 ins Mutterland zurück.
Dort befehligte er von 1902 bis 1906 die 1st Division im Aldershot Command. Anschließend zum Lieutenant-General befördert und als Knight Commander des Royal Victorian Order geadelt, befehligte er von 1908 bis 1911 das Eastern Command und anschließend bis 1914 das Irish Command. Seit 1910 war er königlicher Generaladjutant. Von 1914 bis zu seinem Tod amtierte er als Colonel of the Regiment der Buffs (East Kent Regiment).

### Paget und der „Curragh-Vorfall“
Im März 1914 – Paget war gerade aus London von Konsultationen im Army Council und mit dem besonderen Kabinettsausschuss für Irland zurückgekehrt – führte Paget durch eine stark überzeichnete Darstellung von Befehlen zur Beschlagnahmung von Waffendepots der Ulster Volunteers den Curragh-Vorfall herbei. Auf einer Konferenz mit sieben seiner ranghöchsten Untergebenen am 20. März entwarf er Notfallpläne für den Fall einer bewaffneten Erhebung der Ulster Volunteers, anstatt sich auf die unmittelbaren praktischen Aufgaben der Beschlagnahmung zu konzentrieren. Er sagte dabei schwerwiegende bewaffnete Auseinandersetzungen voraus und warnte, die Insel werde binnen eines Tages „in Flammen aufgehen“. In London instruiert, in Irland ansässige Offiziere seines Kommandos von der Teilnahme an der Aktion freizustellen, während auswärtige Offiziere, die sich weigern würden teilzunehmen, zu entlassen seien, gab er den fragwürdigen Befehl an seine unterstellten Offiziere, sich für die Teilnahme oder alternativ die Resignation ihres Kommandos zu entscheiden. Paget gab später an, er habe sich auf diese Weise vergewissern wollen, auf wen er sich verlassen könne. Er fügte wiederum später hinzu, der Befehl sei nie zur Ausgabe an Subalternoffiziere vorgesehen gewesen. Pagets Anweisung wurde von vielen Offizieren als Ultimatum aufgefasst.
Am Abend jenes 20. März hatten sich Brigadier-General Hubert Gough und sechzig weitere Offiziere der 3rd Cavalry Brigade, die in der Kaserne in Curragh und den Marlborough barracks in Dublin stationiert waren, zur Demission entschlossen. Auf Rückfrage nach einer Präzisierung seines letzten Befehls hatte Paget am 21. März, um, wie er sagte, ihren Willen zu stärken (“put some heart in them”), einen weiteren ausschweifenden Kommentar ausgegeben, der die Situation nur noch verschlimmerte. Als Gough und weitere hochrangige Offiziere zur Anhörung nach London bestellt wurden, gaben sie zu Protokoll, sie hätten einen direkten Befehl, sich nach Ulster in Marsch zu setzen, ohne Weiteres befolgt, und stellten damit Pagets taktlose Art der Behandlung des Problems bloß. Nach Beratung durch hochrangige Unterstützer aus dem Militär und Oppositionspolitiker der Unionisten, ließ sich Gough am 23. März schriftlich zusichern, dass seine Brigade sich nicht an der Durchsetzung der Home Rule Bill werde beteiligen müssen, ein bis dato unerhörter Vorgang. Als durchsickerte, dass die Garantie weit über das hinausging, was das Kabinett als Zugeständnis beschlossen hatte, trat der Premierminister H. H. Asquith auf den Plan und setzte eine Rücknahme der Zusatzbestimmungen durch, was zum Rücktritt einiger Verantwortlicher, wie des Kriegsministers J. E. B. Seely und des Generalstabschefs John French führte.
Paget selbst bot ebenfalls seinen Rücktritt an, vor allem, weil er sich auf die Zustimmung des Königs für seine Befehle berufen hatte, dem wurde aber nicht entsprochen. Sein wenig glückliches Auftreten in der Affäre verhinderte jedoch, dass er im wenige Monate später ausgebrochenen Ersten Weltkrieg ein Feldkommando erhalten konnte, wie es seinem Rang entsprochen hätte. Er wurde aus Irland abberufen und befehligte in England Einheiten der Territorialarmee, die zur Heimatverteidigung eingesetzt waren. 1915 wurde er zum Kommandanten des Ausbildungszentrums in der Salisbury Plain ernannt, das Einheiten für den Einsatz in Übersee ausbildete.

### Lebensende
Nach seiner Pensionierung 1918 verbrachte er seinen Lebensabend vorwiegend im französischen Cannes, wo er in Yachtclubs an der französischen Riviera Prominenz erlangte. Er widmete sich daneben auch dem Motorsport, der Jagd, dem Angeln und Golf und der Gärtnerei. 1918 wurde er Wappenkönig des Order of the British Empire. Neben anderen Auszeichnungen war er Großoffizier der Ehrenlegion. Paget war seit 1878 mit der amerikanischen Erbin Mary Stevens verheiratet, die als Salonnière bekannt wurde und 1919 starb. Das Paar hatte drei Söhne und eine Tochter, der älteste Sohn fiel 1917 als Brevet-Lieutenant-Colonel der 11th Hussars in Frankreich.